# Europese kampioenschappen ijsspeedway individueel
Het Europees kampioenschap ijsspeedway individueel wordt sinds 1999 elk jaar georganiseerd door de Fédération Internationale de Motocyclisme (FIM).

## Toernooigeschiedenis
In 1964 en 1965 organiseerde de Fédération Internationale de Motocyclisme (FIM) het Europees kampioenschap ijsspeedway, dat de facto een wereldkampioenschap was, omdat rijders uit Mongolië eraan deelnamen. In 1966 werd het toernooi omgevormd tot het officiële wereldkampioenschap ijsspeedway individueel..
In 1995 is de Europese motorfietsunie opgericht (UEM).. In 1999 heeft de URM het Europese kampioenschap nieuw leven in geblazen.

## Medaillewinnaars
In de volgende tabel staat de lijst van de top drie en de prestatie van eventuele Nederlandse deelnemers.
| Jaar | Plaats(en)            | Goud                | Zilver              | Brons                           | Nederlanders                                                                  |
| 1964 | Leningrad Oefa Moskou | Gabdrakhman Kadyrov | Vyacheslav Dubinin  | Yuri Dudorin                    |                                                                               |
| 1965 | Leningrad Moskou Oefa | Boris Samorodov     | Gabdrakhman Kadyrov | Vsevolod Nerytov Antonin Schwab |                                                                               |
| 1999 | Saransk               | Yuri Polikarpov     | Igor Yakovlev       | Vadim Zmaga                     |                                                                               |
| 2000 | Saransk               | Yuri Polikarpov     | Mikhail Bogdanov    | Sergey Osipov                   | 14e Dennis van Bruggen (6 pnt) 15e Johan Last (3 pnt)                         |
| 2001 | Saransk               | Vladimir Fadeev     | Vitaly Khomitsevich | Andrey Yakovlev                 | 14e Johnny Tuinstra (5 pnt)                                                   |
| 2002 | Loechovitsi           | Maxim Zakharov      | Nikolay Krasnikov   | Yunir Baseev                    |                                                                               |
| 2003 | Oefa                  | Dmitry Bulankin     | Nikolay Akimov      | Antonin Klatovski               |                                                                               |
| 2004 | Loechovitsi           | Dmitry Bulankin     | Dmitry Khomitsevich | Sergey Makarov                  |                                                                               |
| 2005 | Erfurt                | Maxim Zakharov      | Pavel Chaika        | Franz Zorn                      | 11e Johnny Tuinstra (5 pnt)                                                   |
| 2006 | Penza                 | Dmitry Bulankin     | Andrey Shishegov    | Stanislav Arkhipov              |                                                                               |
| 2007 | Oetsjali              | Dmitry Khomitsevich | Igor Kononov        | Sergey Baltachev                | 11e Johnny Tuinstra (6 pnt)                                                   |
| 2008 | Sanok                 | Franz Zorn          | Roman Akimenko      | Anti Aacco                      | 9e Johnny Tuinstra (8 pnt)                                                    |
| 2009 | Loechovitsi           | Dmitry Bulankin     | Igor Kononov        | Mikhail Bogdanov                |                                                                               |
| 2010 | Oefa                  | Andrey Shishegov    | Sergey Karachintsev | Harald Simon                    |                                                                               |
| 2011 | Toljatti              | Yunir Baseev        | Sergey Makarov      | Edward Krysov                   | 10e Johnny Tuinstra (5 pnt)                                                   |
| 2012 | Assen                 | Vasily Kosov        | Harald Simon        | Artyom Novik                    |                                                                               |
| 2013 | Oefa                  | Igor Saydullin      | Nikolay Krasnikov   | Harald Simon                    |                                                                               |
| 2014 | Kamensk-Oeralski      | Vasily Nesytyh      | Yegor Myshkovets    | Jimmy Olsén                     |                                                                               |
| 2015 | Loechovitsi           | Sergey Karachintsev | Nikita Toloknov     | Sergey Makarov                  |                                                                               |
| 2016 | Oefa                  | Nikolay Krasnikov   | Dmitry Solyannikov  | Harald Simon                    |                                                                               |
| 2017 | Oefa                  | Nikolay Krasnikov   | Edward Krysov       | Dmitry Solyannikov              |                                                                               |
| 2018 | Vjatskie Poljani      | Igor Kononov        | Edward Krysov       | Nikita Bogdanov                 | 6e Jasper Iwema (20 pnt) 13e Jimmy Tuinstra (8 pnt)                           |
| 2019 | Oefa                  | Sergey Makarov      | Ivan Tsjitsjkov     | Luca Bauer                      | 4e Jasper Iwema (26+2 pnt)                                                    |
| 2020 | Tomaszów Mazowiecki   | Dmitry Solyannikov  | Konstantin Kolenkin | Nikita Toloknov                 | 9e Jasper Iwema (6 pnt)                                                       |
| 2021 | geen wedstrijd*       | geen wedstrijd*     | geen wedstrijd*     | geen wedstrijd*                 | geen wedstrijd*                                                               |
| 2022 | geen wedstrijd*       | geen wedstrijd*     | geen wedstrijd*     | geen wedstrijd*                 | geen wedstrijd*                                                               |
| 2023 | Sanok                 | Franz Zorn          | Luca Bauer          | Jimmy Olsén                     | 9e Sebastian Reitsma (14 pnt) 14e Niek Schaap (7 pnt)                         |
| 2024 | Sanok                 | Franz Zorn          | Jimmy Olsén         | Max Niedermaier                 | 9e Jasper Iwema (15 pnt) 13e Sebastian Reitsma (6 pnt)                        |
| 2025 | Sanok                 | Lukáš Hutla         | Luca Bauer          | Max Koivula                     | 9e Sebastian Reitsma (7 pnt) 12e Jasper Iwema (3 pnt) 15e Niek Schaap (2 pnt) |

* 2021/2022: de wedstrijden werden vanwege de Coronapandemie niet georganiseerd.

## Medailleverdeling
Onderstaande klassementen zijn bijgewerkt tot en met het Europees kampioenschap van 2025

#### Medaillespiegel per land
| Plaats | Land                 | Goud | Zilver | Brons | Totaal |
| 1.     | Rusland/ Sovjet-Unie | 22   | 21     | 14    | 57     |
| 2.     | Oostenrijk           | 3    | 1      | 4     | 8      |
| 3.     | Tsjechië             | 1    | 0      | 2     | 3      |
| 4.     | Duitsland            | 0    | 2      | 2     | 4      |
| 5.     | Zweden               | 0    | 1      | 2     | 3      |
| 6.     | Wit-Rusland          | 0    | 1      | 1     | 2      |
| 7.     | Finland              | 0    | 0      | 2     | 2      |